# Flander
Flander je priimek v Sloveniji, ki ga je po podatkih Statističnega urada Republike Slovenije 1. januarja 2010 uporabljalo 123 oseb in je med vsemi priimki po pogostosti uporabe uvrščen na 3.624. mesto.

## Etimologija
Priimek Flander (flandra, 'vlačuga') je v Baško grapo prišel v 17. in 18. stoletju s Cerkljanskega, kjer je močno razširjen. Flander je izpričan leta 1550 med prebivalci Kojce.

## Znani nosilci priimka
- Apolonija Oblak Flander, statističarka, direktorica SURS
- Bogo Flander – Klusov Joža, pisatelj
- Rok Flander, deskar na snegu
- Valentina Flander, vodja kobineta predsednika RS Janeza Drnovška itd.
- Vesna Flander Putrle, biologinja